# Сигизмунд Томашевич
Сигизмунд Томашевич (на босненски: Sigismund Tomašević Kotromanić), след приемането на исляма наречен Исхак-бей Кралоглу (Ishak Bey Kraloğlu), е босненски принц, последният известен представител на династията Котроманичи. Син е на крал Стефан Томаш и кралица Катарина Косача и е роден вероятно през 1449 г.
През 1463 г. със завладяването на Босна от Мехмед Завоевателя Сигизмунд е пленен заедно със сестра си Катарина Томашевич при Звечай и двамата са отведени в Константинопол. Майка им прави няколко опита да плати откуп за тях и да ги освободи като търси помощта и на своя полубрат Ахмед паша Херсекли, но безуспешно. До края на живота си тя не оставя надеждата да се събере с децата си и в завещанието си посочва папа Сикст IV и неговите приемници за пазители на кралството ѝ, задължавайки ги да поставят сина ѝ или дъщеря ѝ на трона, ако те някога се върнат обратно към християнството. Това не се случва. Сигизмунд става приближен на султан Мехмед II, а по-късно и на неговия наследник Баязид II. Той често вечеря със султана и играе с него на табла. По-късно прави военна кариера като служи под ръководството на своя вуйчо Ахмед паша Херсекли във войната с мамелюците.
За последен път е споменат като участник в битката на Кърбавско поле през 1493 г.